# Araneus interjectus
Araneus interjectus là một loài nhện trong họ Araneidae.
Loài này thuộc chi Araneus. Araneus interjectus được Ludwig Carl Christian Koch miêu tả năm 1871.